# آنوسی (ماداگاسکار)
 آنوسی  (Anosy) یکی از ۲۲ منطقه کشور ماداگاسکار است.

## ناحیه ها
منطقه آنوسی از ۳ ناحیه تشکیل شده است:
- آمبواساری-آتسیمو (Amboasary-Atsimo)
- بتروکا (Betroka)
- تائولانارو (Taolanaro)